# 新特魯德
46°4′38″N 34°33′19″E / 46.07722°N 34.55528°E
新特魯德（烏克蘭語：Новий Труд）是位於烏克蘭南部的村莊，由赫爾松州海尼切斯克區的海尼切斯克市镇負責管轄。該村始建於1926年，面積81.3平方公里，海拔高度13米，2013年人口262，人口密度每平方公里3.22人。